# 拉貝河畔利薩

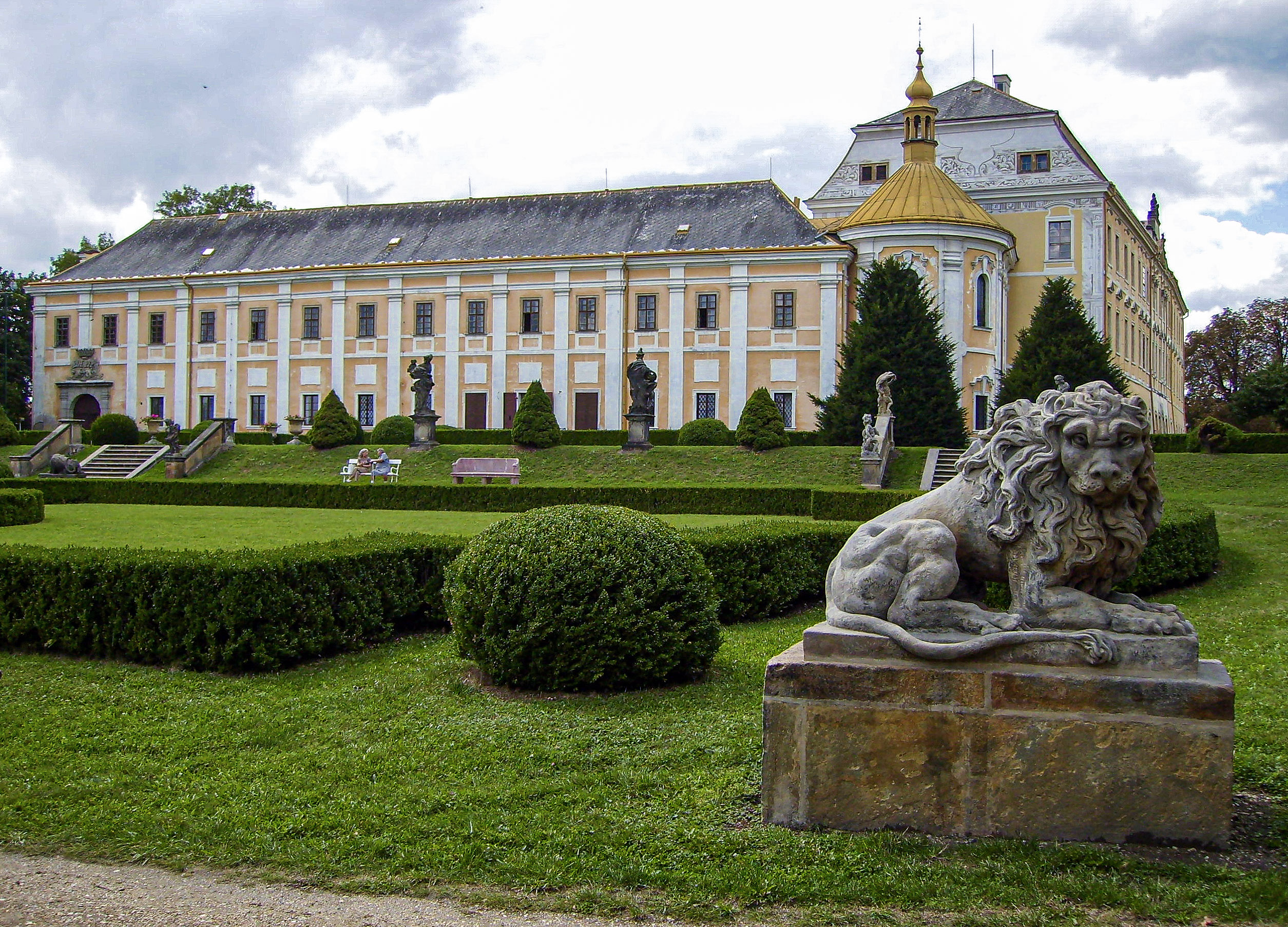

拉貝河畔利薩是捷克的城鎮，位於該國西北部易北河畔，距離寧布爾克14公里，由中波希米亞州負責管轄，面積33.65平方公里，海拔高度183米，2007年人口8,554。

## 外部連結
- Lysá nad Labem photo gallery （页面存档备份，存于）